# 城東町 (熊本市)
城東町（じょうとうまち）は熊本市中央区の町名。2024年8月1日時点の人口は287人。郵便番号は860-0846。

## 地理
熊本市の中心部に位置する。北で千葉城町、北東で上林町、東で上通町、南で手取本町、西で本丸と隣接する。

## 小・中学校の学区
市立小・中学校に進学する場合学区は以下の通りになる。
| 番地          | 小学校             | 中学校             |
| ------------- | ------------------ | ------------------ |
| 1番地 - 5番地 | 熊本市立城東小学校 | 熊本市立藤園中学校 |
| 5番地の一部   | 熊本市立碩台小学校 | 熊本市立竜南中学校 |

## 交通

### バス
- 熊本都市バス・電鉄バス - 市役所前・日本郵政横、城東町
- 熊本都市バス - 熊本ホテルキャッスル前

## 施設
- 日本郵政グループ熊本ビル
- 日本郵便株式会社九州支社
- 熊本城東郵便局
- 熊本ホテルキャッスル
- 熊本大学教育学部附属幼稚園
- 熊本屋台村